# Johannes Thewissen
Johannes Hans Thewissen (ou J.G.M. Hans Thewissen) est un anthropologue et paléontologue américain, professeur à l’Université de l’Ohio et au Northeastern Ohio Universities Colleges of Medicine and Pharmacy (NEOUCOM).
Il a entre autres découvert les fossiles des Ambulocetus au Pakistan.

## Taxons dont il est l'auteur
- Ambulocetidae Thewissen et al., 1996
- Ambulocetus Thewissen et al., 1996
- Ambulocetus natans Thewissen et al., 1996
- Pakicetidae (Thewissen et al. 1996)
- Nalacetus Thewissen et Hussain, 1998
- Nalacetus ratimitus Thewissen et Hussain, 1998